# 心爱的开曼岛
《心爱的开曼岛》（英語：Beloved Isle Cayman）是开曼群岛的“国家歌曲”（national song），由莱拉·罗斯-希尔创作于1930年。1993年，《开曼群岛盾徽、旗帜和国家歌曲法》通过，该歌曲正式成为“国家歌曲”。
由于开曼群岛是英国海外领土，其正式国歌仍为《天佑国王》。